# Polní Chrčice
Polní Chrčice (en allemand : Feld-Chertschitz) est une commune du district de Kolín, dans la région de Bohême-Centrale, en République tchèque. Sa population s'élevait à 176 habitants en 2020.

## Géographie
Polní Chrčice se trouve à 11 km au nord-est de Kolín et à 62 km à l'est de Prague.
La commune est limitée par Žehuň et Choťovice au nord, par Dománovice à l'est, par Radovesnice II au sud-est, par Ohaře au sud, et par Sány et Dobšice à l'ouest.

## Histoire
La première mention écrite de la localité date de 1361.

## Transports
Par la route, Polní Chrčice se trouve à 13,5 km de Kolín et à 68 km de Prague.